# Lip dub
Un lip dub (o bé lipdub, en català: doblatge labial) és un tipus de vídeo que combina sincronització labial i doblatge d'àudio per fer un vídeo de música. Es fa filmant una successió contínua, i sense talls, d'individus o de grups que vocalitzen de manera que sincronitzen els llavis amb la lletra d'una cançó que senten d'una font aliena, com ara un àudio enregistrat en un enginy d'àudio mòbil; és a dir, els participants canten un tros de la cançó fins que són substituïts in situ per un altre participant que continua per on anava l'anterior participant, i així successivament, fins al final de la cançó. Posteriorment, s'edita la gravació resultant afegint l'àudio original de la cançó a la pista d'àudio del vídeo final.
Si bé s'assemblen als vídeos de música senzills, sovint comporten força preparació prèvia i s'elaboren de forma meticulosa. Els lip dub més populars són fets mitjançant una única gravació, no editada (un pla seqüència), que sovint ens transporta a través d'espais diferents i situacions en un entorn (per exemple: un edifici d'oficines o una universitat). Amb el sorgiment de llocs webs que ofereixen continguts de vídeo, participatius i d'abast massiu, com ara YouTube, s'ha popularitzat aquest tipus de vídeo.
Tom Johnson, un blocaire especialista en tecnologia i comunicació, descriu que les característiques mínimes que ha de tenir un bon lip dub han de ser:
- Espontaneïtat: "Fa la sensació que algú tingués la idea en el mateix moment, treu la càmera de vídeo personal, i diu: eps! nois: fem un lip dub amb aquesta cançó".
- Versemblança: La gent, producció i situació semblen espontànies, no preparades i reals.
- Participació: "El vídeo no consta d'una sincronització espectacular feta per una única persona, sinó d'un grup, participant tots junts en un esforç espontani, que sembla que comuniqui l'actitud i humor de la cançó."
- Humor: la gent mostra una actitud divertida en el vídeo.

## Origen
Jakob Lodwick, el fundador de Vimeo, encunyava el terme lip dubbing (doblatge de llavis) el 14 de desembre de 2006, en un vídeo titulat Lip Dubbing: Endless Dream (Doblatge de llavis: un somni sense fi) Arxivat 2010-03-30 a Wayback Machine.. En la descripció del vídeo, escrivia, "caminava amb una cançó que sonava als meus auriculars, i m'enregistrava cantant. Quan arribava a casa, l'obria amb l'iMovie i afegia un Mp3 de la cançó original, i el sincronitzava amb el meu vídeo. Hi ha un nom per a això? Si no, suggereixo anomenar-ho lip dubbing."

### Alemanya
El març del 2008, estudiants alemanys de la Facultat de mitjans de comunicació digitals de la Universitat de les ciències aplicades de Furtwangen, han llançat el projecte University LipDub Community després d'haver produït el seu propi lip dub What do you do after studying? sobre la cançó 257 weeks del grup Nine Days. El seu vídeo, en el qual han participat seixanta persones, ha estat vist més de 130.000 vegades a YouTube i més de 200.000 vegades a Vimeo. Un any més tard, una vintena d'universitats al món (França, Alemanya, Brasil, Canadà, Bèlgica) s'han unit el projecte University LipDub Community. Es troben avui a Internet un gran nombre de lipdubs realitzats per estudiants.

### Anglaterra
El primer lip dub, històricament, podria ser el clip de Wannabe de les Spice Girls el 1996. S'hi veu en efecte com el grup entra en una recepció i canta la seva cançó de mica en mica, en un únic pla seqüència, la càmera anant de l'una a l'altre. Tanmateix, els lip dub són generalment realitzats per aficionats sobre una cançó d'artista i no per un artista sobre la seva pròpia cançó.

### Països Catalans
Diverses universitats han creat lip dubs, incloent la Universitat Politècnica de Catalunya, la Universitat Politècnica de València, la Universitat Jaume I de Castelló, la Universitat de Vic i la Universitat Pompeu Fabra. Així mateix, s'han creat lip dubs a partir d'iniciatives populars en diverses localitats, com són Vic, Porrera, Palafolls, Roda de Ter, Sant Celoni, Taradell, l'Escala o La Sénia.
El lipdup de la Universitat de Vic (dirigit per Santi Hausmann i Dani Feixas), és el lipdub més vist de Catalunya i el tercer més vist del món. Es va gravar a principis de maig del 2010 a Vic, i hi van aparèixer unes 900 persones. La cançó utilitzada va ser " Hey soul sister" del grup Train. En poc temps va esdevenir un fenomen tan gran a Internet que fins i tot Columbia Records de NY els va enviar una placa d'agraïment per haver contribuït en els 4.000.000 de singles venuts a Espanya. Multitud de mitjans nacionals (TV3, Rac1, Cat Ràdio...) i internacionals de França, Canadà, Estats Units, etc., han elogiat aquest lipdub. Aquest pla seqüència destaca especialment per l'alegria i bon rollo que transmeten els estudiants de la UVic i per la promoció dels valors tradicionals de Catalunya.
El lip dub creat a finals de maig de 2010 per un equip d'estudiants de Comunicació Audiovisual de la Universitat Pompeu Fabra va batre el record de participació entre les produccions d'aquestes característiques enregistrades a tot el món.
 Més de 1.200 persones de la comunitat universitària –estudiants, professors i personal d'administració- van ser actors i figurants. El videoclip musical s'enregistrà als auditoris dels campus de Poblenou i la Ciutadella. La cançó escollida fou "Wake me up, before you go go" i l'escena culminant te com escenari el pati de l'edifici del campus de la Ciutadella, amb uns 700 participants ballant simultàniament una coreografia.
El LIP3DUB, el primer lip dub en 3D dels Països Catalans i un dels primers del món en aquest format, va enregistrar-se el 9 de setembre de 2010 a Porrera (Priorat). Coproduït per l'Associació Cultural Lo Cirerer i TV3, es va fer servir una nova versió de la cançó La Flama d'Obrint Pas. Protagonitzat per la gent de Porrera i pel mateix grup valencià Obrint Pas, també participaren en l'enregistrament del LIP3DUB cares conegudes com a Lluís Llach, Feliu Ventura, Miquel Gil, Manel Lucas, Tomàs Molina, Marta Bosch o Marcel Gorgori.
El 24 d'octubre del 2010 es va gravar a Vic el "Lip dub per la independència" que va batre el rècord mundial de participació amb 5.771 assistents segons els organitzadors. La cançó escollida va ser La Flama d'Obrint Pas.
En novembre de 2010, alumnes de la Universitat d'Alacant van realitzar el primer lipdub amb final interactiu.

## Condicions
Per poder ser qualificat de lip dub, un vídeo ha de respectar certes regles:
- ser rodat en un sol pla-seqüència sense muntatge;
- comportar una o diverses cançons, originals o reinterpretades;
- mostrar una o diverses persones cantant la cançó (lip dub es tradueix per «doblatge dels llavis»);
- ser fàcil de difondre i ser accessible. Per exemple, penjat en línia a Internet i fàcil de trobar gràcies a xarxes socials com Facebook o Twitter.

## Fenomen Internet
A Vic hi ha tradició de Lip dub. En aquesta petita ciutat s'hi ha realitzat el tercer i quart Lib dub més vistos del món, el de la Universitat de Vic (més d'1.800.000 visies) i el de la Independència (més d'1.600.000 visites). Aquestes dues peces han donat la volta al món i han servit de referència per a moltes altres iniciatives. Fins i tot el grup Train, utilitzat per la UVic, va donar les gràcies per TV3 als estudiants per la realització del vídeo i per la promoció que van fer a Espanya del grup.
Al Quebec, el 10 de setembre del 2009, dos estudiants de comunicació de la Universitat del Quebec a Montreal (UQAM) varen realitzar un lip dub amb la cançó I Gotta Feeling del grup The Black Eyed Peas amb 172 estudiants en 2 hores i 15 minuts, creant un Fenomen internet a YouTube. El clip ha tingut un fort ressò als Estats Units i s'ha difós a la cadena estatunidenca CNN, on entrevistaren els dos estudiants. En dos mesos, el vídeo va ser vist més de 2.360.000 vegades a YouTube. En el moment de l'anunci de les nominacions als Premis Grammy, el 2 de desembre del 2009, els membres de The Black Eyed Peas varen donar les gràcies als creadors del clip musical a l'UQAM. Per la seva part, la xarxa de televisió estatunidenca CBS ha tret un concurs de lip dubs, inspirant-se en el concepte dels estudiants quebequesos.
El 3 de febrer de 2010, YouTube enregistra aproximadament 4.516.000 visites d'aquest lip dub, la qual cosa fa que sigui un dels més consultats al món.